# Abanico
Abanico (spanisch „Fächer“, auch Abaniko) ist eine Schlagtechnik mit einer stumpfen oder scharfen Waffe, die in den philippinischen Kampfkünsten wie Arnis eingesetzt wird. Es handelt sich dabei um eine schnelle Drehung des Unterarms um seine Längsachse ähnlich der Bewegung, mit der man mit einem Fächer einen Luftzug erzeugt. Wird der Abanico mit einer Klingenwaffe durchgeführt, trifft die Breitseite der Klinge das Ziel.
Wird die Unterarmdrehung des Abanico mit einer Armbewegung kombiniert, bewegt sich die Waffe in einer dreidimensionalen Kurve (im Gegensatz zum eindimensionalen Stich und dem zweidimensionalen Schlag), was die Abwehr dieser Technik schwierig macht. Andererseits ist die Aufschlagswucht wesentlich geringer als die eines Schlages. Daher werden Abanicos hauptsächlich zur Irritation des Gegners oder zur Vorbereitung eines Wirkungstreffers benutzt.